# Grand Ridge (Illinois)
Grand Ridge es una villa ubicada en el condado de LaSalle en el estado estadounidense de Illinois. En el Censo de 2010 tenía una población de 560 habitantes y una densidad poblacional de 468 personas por km².

## Geografía
Grand Ridge se encuentra ubicada en las coordenadas 41°14′10″N 88°49′52″O / 41.23611, -88.83111. Según la Oficina del Censo de los Estados Unidos, Grand Ridge tiene una superficie total de 1.2 km², de la cual 1.2 km² corresponden a tierra firme y (0%) 0 km² es agua.

## Demografía
Según el censo de 2010, había 560 personas residiendo en Grand Ridge. La densidad de población era de 468 hab./km². De los 560 habitantes, Grand Ridge estaba compuesto por el 97.86% blancos, el 0.18% eran afroamericanos, el 0.18% eran amerindios, el 0.36% eran asiáticos, el 0% eran isleños del Pacífico, el 0% eran de otras razas y el 1.43% pertenecían a dos o más razas. Del total de la población el 5.54% eran hispanos o latinos de cualquier raza.